# 西山繁
西山 繁（にしやま しげる、1948年 - ）は、日本の工学者。慶應義塾大学名誉教授。学位は、工学博士。

## 人物紹介
関東学院中学校高等学校卒業、慶應義塾大学工学部応用化学科卒業 (1971)、同大学大学院修士課程工学研究科応用化学専攻修了 (1973)、同大学大学院博士課程工学研究科応用化学専攻単位取得退学 (1976)、工学博士(1977)。1997年慶應義塾大学理工学部化学科教授。
研究分野は、有機合成化学、生物触媒化学、生物有機化学、糖鎖生命科学、有機電気化学。 
COE採択メンバー。21世紀COEプログラム・化学・材料科学分野、ライフコンジュゲートケミストリー。